# Uncyclopedia
(Slogan di Uncyclopedia)
Uncyclopedia, l'enciclopedia "libera da contenuti" (The content-free encyclopedia) è una wiki in lingua inglese, fondata nel 2005, contenente articoli umoristici. Nata come parodia di Wikipedia, si pone lo scopo di fare ironia su ogni soggetto enciclopedico. Sempre nello stesso anno viene fondata la sua versione italiana, ovvero Nonciclopedia.
Originariamente nella sola lingua inglese, sono state create oltre 50 wiki parallele in altre lingue, con oltre 100.000 pagine totali, tra cui l'italiana Nonciclopedia.
Il suo logo è una patata, chiamata Sophia, la dea gnostica, come parodia del globo di Wikipedia.

## Storia
Uncyclopedia è stata lanciata il 5 gennaio 2005 da Jonathan Huang, noto online come "Chronarion", e un partner noto solo con lo pseudonimo "Stillwaters". L'idea di Uncyclopedia nacque dalla pagina, ora inesistente, della Wikipedia inglese "Scherzi cattivi e altri nonsense eliminati" che vedevano come divertente, ma inadatta ad essere contenuta nell'enciclopedia.
Nato come progetto a sé stante, ben presto crebbe oltre le possibilità offerte dall'host. Quattro mesi dopo la sua creazione il suo database occupava 90 Megabyte dei 100 disponibili, spingendo Huan a cercare una nuova soluzione. Il 26 maggio 2005 Angela Beesley, vice presidente di Wikia, Inc., annunciò che Wikia avrebbe ospitato Uncyclopedia senza cambiare la licenza e il nome del dominio.
Il 10 giugno 2006, comunque, Huan passò il dominio Uncyclopedia.org al dominio Wikia.com. Wikia affermò che il motivo di questo cambio fu che gli utenti di Wikia volevano crearne versioni in altre lingue, il che era difficile da gestire col vecchio dominio di primo livello.
Tuttavia, Uncyclopedia è tuttora contenuta fisicamente in server a parte da quelli delle altre wiki, pur mantenendo la stessa nomenclatura. Approssimativamente metà di Uncyclopedia è contenuta dai server Wikia ed esistono due server dedicati a Caledonia, nell'Ontario, che contengono le versioni nei vari linguaggi di Uncyclopedia. Per coordinare le versioni (l'Uncyclomedia Babble Project) è nata nel 2006 Un-Meta wiki.

## Logo
Il logo di Uncyclopedia è una patata, chiamata Sophia come la divinità gnostica, parodia del globo di Wikipedia. La maggior parte delle versioni in lingua ha adottato questo simbolo, talvolta apportandovi delle modifiche minori mentre altre versioni, come quella in italiano, hanno dei loghi molto differenti.

## Contenuto

### Licenza
Il contenuto di Uncyclopedia e delle wiki derivate è sotto la licenza Creative Commons, e come tutte le wiki di Wikia il suo database è liberamente scaricabile.

### Articoli
I suoi articoli contengono informazioni modificate, false o parodiate in maniera tale che alla fine rimanga ben poco di vero. Come Wikipedia ha i "cinque pilastri", Uncyclopedia ha le "cinque pinze", un gioco di parole basato sull'assonanza, in inglese, tra le due parole "pillars" e "pliers", contenente in particolare il "Satyrical Point of View", ispirato al "Neutral Point of View".
Ciononostante, Uncyclopedia ha due regole di base, ossia "Sii divertente e non solo stupido" e "Non fare l'idiota" ("Be funny and not just stupid, Don't be a dick.").
La wiki ha un sistema per revisionare gli articoli per quanto riguarda il loro umorismo, la grammatica, l'uso delle immagini e l'aspetto, chiamato "Pee Review" (Revisione a Urina), anche questo parodia del "Peer Review" (Revisione Paritaria) di Wikipedia, e gli utenti mettono i loro nuovi articoli, se lo ritengono opportuno, nella pagina del progetto, allo scopo di farli revisionare.
Un'altra caratteristica comune degli articoli sono le citazioni, generalmente attribuite a persone sbagliate, modificate o anche totalmente inventate.
Uno dei temi più ricorrenti è l'attribuzione di citazioni a Oscar Wilde, tormentone nato da un articolo che dichiarava che "Attribuire citazioni a Oscar Wilde è lo sport nazionale dell'Inghilterra".
Gli amministratori hanno a che fare con un'enorme quantità di articoli che non rispettano gli standard di Uncyclopedia. Come Wikipedia, infatti, non sono permesse le pagine riguardanti persone o cose conosciute solo dall'autore o da una sua ristretta cerchia di conoscenti. Inizialmente erano autorizzate in quanto divertenti, ma a seguito della frequente degenerazione in flamewar la loro creazione è stata vietata.

## Edizioni in lingua
Come Wikipedia, Uncyclopedia ha versioni (indipendenti) in molte altre lingue, e quella in italiano è stata creata il 3 novembre 2005. In totale sono presenti 65 versioni, di cui 9 sono dei babel sull'Uncyclopedia in inglese; la versione con più voci è quella inglese, con oltre 24.000 voci. Dei 9 babel, 4 sono ufficiali, con la possibilità di avere un interwiki funzionante, mentre gli altri 5 sono in corso di ufficializzazione. L'iter per la creazione di una nuova lingua ha solitamente le 2 tappe di babel, prima generico e poi ufficiale. Fra i babel generici su en. ve ne sono anche alcuni in pseudolingue, che solitamente ironizzano su slang tipici della rete (come quello dei blog, dello spam sulle e-mail o delle edit war sulle wiki), ma anche sul linguaggio ipotetico di alcuni gruppi sociali, come ad esempio quello dei pirati, del regime nord-coreano o della Hitlerjugend.
10.000+ articoli
| № | Lingua     | Wiki | Nome in lingua dell'Uncyclopedia      | Numero articoli |
| - | ---------- | ---- | ------------------------------------- | --------------- |
| 1 | Portoghese |      | Desciclopédia                         | 27.460          |
| 6 | Francese   |      | Désencyclopédie                       | 10.203          |
| 2 | Inglese    |      | Uncyclopedia                          | 25.729          |
| 3 | Giapponese |      | アンサイクロペディア (Ansaikuropedia) | 15.163          |
| 4 | Italiano   |      | Nonciclopedia                         | 14.103          |
| 5 | Polacco    |      | Nonsensopedia                         | 12.362          |

1.000+ articoli
| №  | Lingua          | Wiki | Nome in lingua dell'Uncyclopedia | Numero articoli |
| -- | --------------- | ---- | -------------------------------- | --------------- |
| 7  | Spagnolo        |      | Inciclopedia                     | 6.400           |
| 8  | Finlandese      |      | Hikipedia                        | 5.477           |
| 9  | Cinese (Taiwan) |      | 伪基百科 (Uncyclopedia)          | 4.444           |
| 10 | Tedesco         |      | Uncyclopedia                     | 4.273           |
| 11 | Norvegese       |      | Ikkepedia                        | 3.843           |
| 12 | Danese          |      | Spademanns Leksikon              | 3.199           |
| 13 | Russo           |      | Абсурдопедия (Absurdopedija)     | 3.096           |
| 14 | Coreano         |      | 언사이클로피디어 (Uncyclopedia)  | 1.894           |
| 15 | Ebraico         |      | אנציקלופדיה (Eincyclopedia)      | 1.785           |
| 16 | Thailandese     |      | ไร้สาระนุกรม:เกี่ยวกับ (Uncyclopedia) | 1.695           |
| 17 | Greco           |      | Φρικηπαίδεια (Frikipaídeia)      | 1.518           |
| 18 | Ceco            |      | Necyklopedie                     | 1.446           |
| 19 | Cinese (Cina)   |      | 偽基百科 (Uncyclopedia)          | 1.195           |
| 20 | Svedese         |      | Psyklopedin                      | 1.167           |
| 21 | Olandese        |      | Oncyclopedia                     | 1.045           |

## Interprogetti
Così come contiene molti articoli che ironizzano sui contenuti di Wikipedia, Uncyclopedia contiene dei progetti secondari, noti come "UnProjects", che sono le parodie di progetti di Wikipedia e altri siti o servizi sul web.
Sono molto diffuse le citazioni attribuite ad Oscar Wilde. È presente addirittura un intero progetto dedicato all'artista che raccoglie centinaia di citazioni.
Fra gli altri interprogetti sviluppati finora in lingua inglese, vi sono "UnTunes" (parodia di iTunes e raccolta di canzoni inascoltabili), "UnMeta" (parodia di Meta-Wiki) ed "Uncycloversity" (la parodia della Wikiversità per l'apprendimento universitario dell'ironia).

## Controversie
Poiché Uncyclopedia contiene satira rivolta contro personaggi religiosi o politici, partiti, chiese e associazioni di ogni tipo, sono quotidiane le critiche e i tentativi di vandalismo da parte di visitatori che si sentono offesi dal contenuto, che generalmente in questi casi viene cancellato e talvolta anche sostituito da lamentele. Essendo i vandalismi molto frequenti più che su Wikipedia, vengono adottati metodi più rapidi, come il rollback disponibile a tutti gli utenti che abbiano un certo numero di edit o il ban diretto da parte degli amministratori senza una votazione preliminare.
Tuttavia, in alcuni casi le critiche sono state fatte da persone in rilievo e per via ufficiale.
Nel maggio 2006, il The New Zealand Herald riportò delle critiche da parte di membri del Ministero dell'Istruzione, che affermava che Uncyclopedia e Bebo erano minacce di bullismo virtuale, dopo che un messaggio offensivo rivolto ad una studentessa della Epsom Girls' Grammar School era stato pubblicato nei due siti accompagnato dal suo nome e numero di cellulare, senza che lei lo sapesse. Il direttore aggiunse che gli studenti solevano pubblicare foto e nomi alle loro pagine, favorendo e dando risonanza ai fenomeni di bullismo. In seguito a ciò vennero vietate le pagine dedicate a persone non di pubblica importanza.